# Зилгиби
Зилгиби (Зилигд; VI век) — царь гуннов Северного Кавказа в 520-е годы.

## Биография
Зилгиби получил денежные дары от византийского императора Юстина I, обязавшись помочь тому в войне против государства Сасанидов. Однако шах Кавад I также отправил к Зилгиби послов, сумевших заключить аналогичное соглашение уже против римлян.
Неожиданно для византийцев Зилгиби поддержал персов, выставив войско в 20 тыс. солдат. Узнав об этом, император, пользуясь случаем отправления посольства для выработки условий мирного договора, послал царю письмо, в котором сообщал, что хан взял от него большие деньги за помощь против персов, и если он теперь явился как бы на помощь Каваду, то в душе, вероятно, замышляет предательство. Получив письмо, Кавад спросил хана, брал ли он деньги от римлян, и тот признался.
Тогда Кавад, заподозрив его в злом умысле, ночью послал на гуннов отряд персов. Зилгиби и бо́льшая часть его воинов были убиты, и на родину вернулись лишь те, кому удалось бежать в темноте.